# Fältmössa m/1959

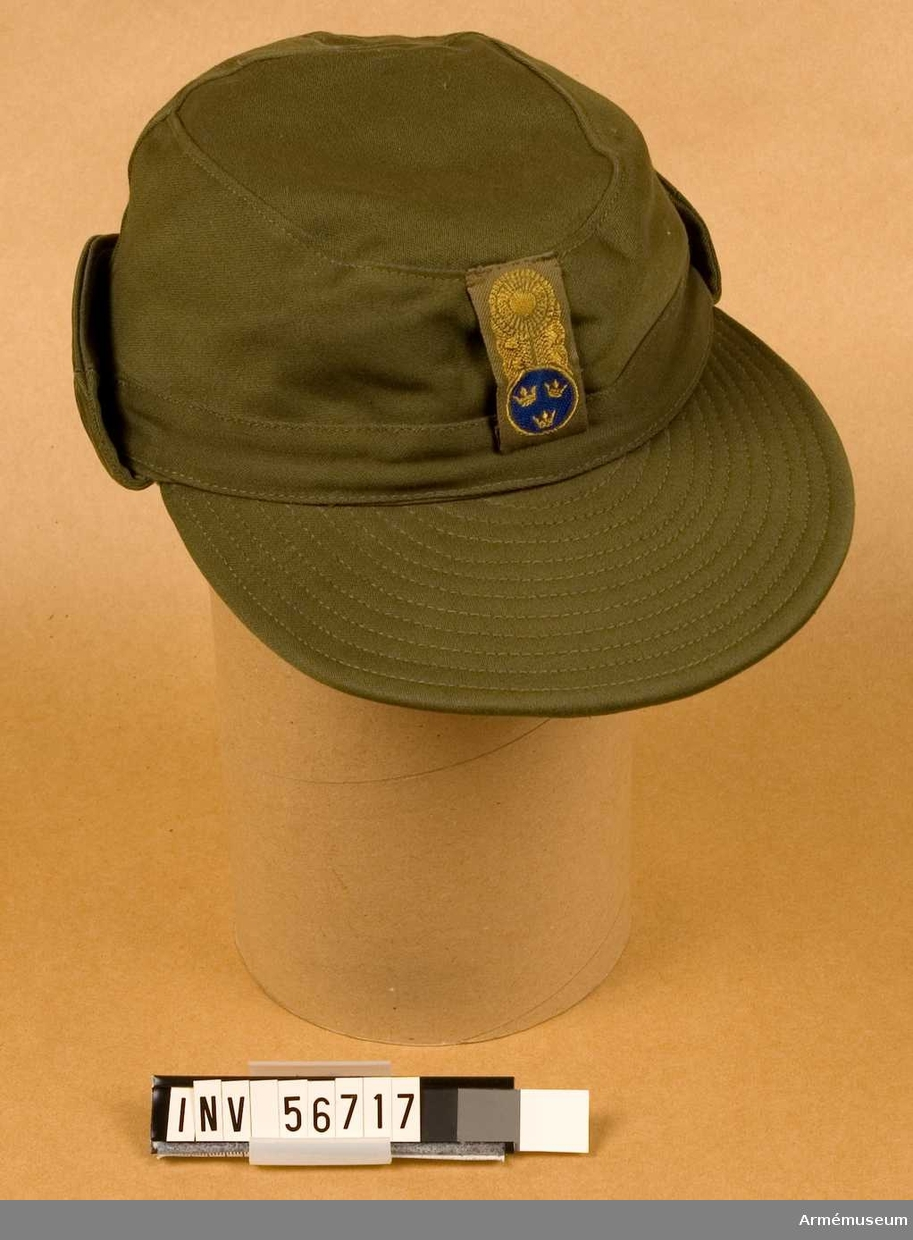
Fältmössa m/59 med agraff för generalspersoner.

Fältmössa m/1959 var en mössa som användes inom försvarsmakten.

## Utseende
Den är av olivgrönt tyg och har en mjuk skärm. På framsidan anbringas en agraff (mössmärke) för befälspersoner. Flygvapnet bar ett mössmärke i tyg med broderade flygarvingar och kunglig krona. En variant av fältmössan kom även i camouflagetyg i samband med införandet av Uniform m/90.

## Användning
Den användes som en del av Fältuniformerna m/1958 och m/1959.

## Galleri

Mössmärke/agraff  för furir, överfurir och rustmästare
Mössmärke/agraff för sergeant och specialistofficerare.
Mössmärke/agraff  för officer